# Piedad Córdoba
Piedad Esneda Córdoba Ruiz (Medellín, 25 gennaio 1955 – Medellín, 20 gennaio 2024) è stata una politica e avvocata colombiana.

## Biografia
Nata a Medellín il 25 gennaio 1955 da genitori insegnanti, la sua famiglia paterna fu a lungo impegnata nel Partito Liberale Colombiano nel dipartimento di Chocó, difendendo i diritti degli afro-colombiani.
Piedad Córdoba studiò presso l'Universidad Pontificia Bolivariana, dove conseguì un diploma di avvocato, frequentando poi la Pontificia Universidad Javeriana.

### Carriera politica
Entrò in politica nel 1984 come rappresentante comunale dei quartieri di Medellín assieme a William Jaramillo, politico che due anni dopo divenne sindaco della città. Successivamente venne nominata sua segretaria privata.
Nel 1988 ottenne la sua prima candidatura alle elezioni, venendo eletta consigliera comunale di Medellín per un periodo di due anni. Nel 1990 si candidò invece alle elezioni come membro della Camera dei rappresentanti, dove venne però sconfitta. Alcuni mesi dopo entrò a far parte dell'Assemblea dipartimentale di Antioquia.
Nel 1991, a seguito dell'adozione della nuova Costituzione e la revoca del Congresso, Piedad Córdoba si candidò nuovamente alla Camera dei rappresentanti per il periodo 1992-1994. Raggiunse il requisito minimo di voti ed entrò alla Camera per il collegio di Antioquia.
Nel 1994, non più rappresentante, venne eletta in Senato per la legislatura con durata quattro anni. In quell'occasione ricevette molti voti sia dal dipartimento di Antioquia, il suo di origine, che da quello di Chocó, quello originario del padre.
In Senato si fece conoscere a livello nazionale per la sua lotta contro la corruzione, per i diritti delle donne, per i diritti degli afro-latinoamericani, per le minoranze etniche ma soprattutto per la pace in Colombia. Qui venne eletta anche nel 1998.
Durante il conflitto armato in Colombia divenne conosciuta per le sue negoziazioni tra lo Stato e l'organizzazione guerrigliera delle Forze Armate Rivoluzionarie della Colombia (FARC), che portarono alla liberazione di diverse persone rapite. Nel 1999 lei stessa venne sequestrata dal gruppo paramilitare Autodifese Unite della Colombia (AUC), venendo liberata dopo alcune settimane.
Decise quindi di andare in esilio in Canada con la famiglia, ritornando però in Colombia dopo alcuni mesi per continuare la sua vita politica, pensando che le condizioni di sicurezza nel Paese fossero migliorate. Dopo poco rimase vittima di due attentati, in entrambi i quali rimase illesa.
Nel 2002 venne rieletta alle elezioni come senatrice, questa volta con una forte maggioranza di voti nella capitale Bogotà.
Nel 2007, nell'ambito dell'Operazione Emmanuel, il presidente colombiano Álvaro Uribe la nominò come mediatrice nello scambio umanitario con lo scopo di liberare circa cinquanta ostaggi detenuti dalle FARC, tra cui Clara Rojas e Íngrid Betancourt, cosa che le diede ancor più notorietà a livello nazionale. In questa fase mediò anche il Venezuela di Hugo Chávez.
Nel 2009 fu proposta al Premio Nobel per la pace dall'ex insignito Adolfo Pérez Esquivel.
Nel settembre 2010 l'Ispettore Generale della Colombia la radiò dalla politica per diciotto anni a causa di alcune presunte collaborazioni con le FARC. La Córdoba respinse le accuse, annunciando che avrebbe dimostrato la sua innocenza. Nel 2016 la Corte Suprema colombiana annullò la decisione dell'Ispettore Generale, stabilendo che non c'erano prove a sufficienza.
Nel 2012 lasciò il Partito Liberale e contribuì alla creazione di un nuovo movimento politico di sinistra, la Marcia patriottica (Marcha patriótica).
Nel 2017 annunciò pubblicamente la sua intenzione di candidarsi come presidente del Paese in occasione delle elezioni presidenziali dell'anno seguente. Dichiarò che: "sarò presidente della Colombia nel 2018". Nell'aprile del 2018 si ritirò dalla corsa alla presidenza.
Nel 2022 sostenne il candidato Gustavo Petro e fu nuovamente eletta senatrice.

### Morte
Piedad Córdoba morì a Medellín il 20 gennaio 2024, cinque giorni prima di compiere 69 anni, a causa di un infarto fulminante.